# 威廉斯維爾 (伊利諾伊州)
威廉斯維爾（英語：Williamsville）是位於美國伊利諾伊州桑加蒙縣的一個村落。

## 地理
威廉斯維爾的座標為39°57′03″N 89°33′03″W / 39.95083°N 89.55083°W，而該地最高點為海拔高度182米（即597英尺）。

## 人口
根據2010年美國人口普查的數據，威廉斯維爾的面積為3.27平方千米，當中陸地面積為3.27平方千米，而水域面積為0.00平方千米。當地共有人口1496人，而人口密度為每平方千米457人。